# Пјан дел Тивано (Комо)
Пјан дел Тивано је насеље у Италији у округу Комо, региону Ломбардија.
Према процени из 2011. у насељу је живело 16 становника. Насеље се налази на надморској висини од 974 м.